# Réserve forestière de Chiquibul
La réserve forestière de Chiquibul, en anglais : Chiquibul Forest Reserve (CFR) se trouve dans les Monts Maya du Belize.

## Géographie
La réserve forestière de Chiquibul se trouve à proximité de la frontière entre le Belize et le Guatemala. Elle s'étend sur 59 817 hectares. La réserve est bordée au sud-ouest, à l'est et au sud par le parc national de Chiquibul, au nord-ouest par la réserve archéologique de Caracol (CAR) et au nord par la réserve forestière de Mountain Pine Ridge (en). La réserve, ainsi que le parc national et la réserve archéologique, constituent la forêt de Chiquibul.

## Histoire
Le site, qui se trouve entièrement dans les Monts Maya du Belize, est d'abord désigné comme réserve forestière en 1956, alors qu'il couvre une superficie de 184 925,9 hectares. En 1961, la zone est fortement touchée par l'ouragan Hattie détruisant de nombreux arbres.
Une partie de la réserve est ensuite reclassée en tant que parc national de Chiquibul et réserve archéologique de Caracol. Depuis ce reclassement en 1991, la réserve couvre 59 817 hectares. C'est la plus grande réserve gérée du Belize,.

## Gestion
La réserve est gérée pour la production de bois et de produits forestiers non ligneux. Elle est gérée par Bulridge Limited en vertu d'une licence forestière à long terme délivrée par le gouvernement du Belize en 2006, le Département des forêts du Belize étant l'organisme de réglementation pour la gestion durable des forêts. Bulridge Limited, en vertu de sa licence forestière à long terme, procède à des coupes sélectives, ainsi qu'à des pratiques sylvicoles et à l'entretien des routes afin de promouvoir des opérations d'exploitation forestière durables.
En 2003, les principales espèces forestières récoltées sont le mahogany (Swietenia macrophylla), l'acajou amer (Cedrela odorata) et le pin caraïbe (Pinus caribaea) sur une rotation de 40 ans.

## Menaces
La principale menace pour la flore et la faune dans la réserve est le braconnage, l'exploitation forestière illégale, la récolte de Xaté (en) par les Xateros guatémaltèques et d'autres activités illégales. Ces activités sont principalement pratiquées par les résidents d'un certain nombre de communautés guatémaltèques situées à proximité de la frontière entre le Belize et le Guatemala, et qui ont un accès facile à la réserve. L'accès à la réserve depuis le côté bélizien est plus problématique.

## Flore et Faune
La région de la forêt de Chiquibul, y compris la réserve forestière de Chiquibul, comprend dix-sept écosystèmes distincts qui sont en grande partie des variantes de forêts tropicales de feuillus à feuilles persistantes de basse altitude et de l'étage submontagnard, avec différents niveaux d'humidité et types de substrats. Ces écosystèmes offrent une diversité d'habitats à une faune très variée, dont de nombreuses espèces rares telles que le jaguar, l'ocelot, le margay et l'ara rouge. La région reçoit 2 000 mm de précipitations par an et fait partie du bassin versant du fleuve Belize, ainsi que des zones riveraines qui abritent le tapir de Baird.